# Vallabhbhai Patel

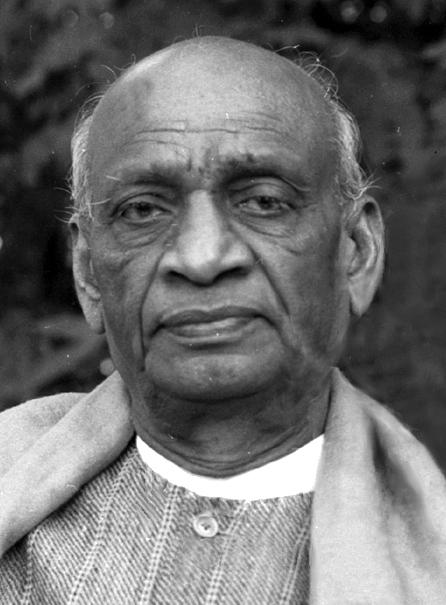
Vallabhbhai Patel (1949)

Sardar Vallabhbhai Jhaverbhai Patel (Gujarati વલ્લભભાઈ પટેલⓘ [ʋəlləbˈbʱaːi pəˈʈeːl]; * offiziell 31. Oktober 1875 in Nadiad, Gujarat; † 15. Dezember 1950 in Bombay, Maharashtra) war ein indischer Politiker, Widerstandskämpfer und Staatsmann.

## Name
Der in Nordindien weit verbreitete Familienname Patel (hindi paţel) bedeutet „Bürgermeister, Schulze“, die Bezeichnung Sardar (hindi sardār, Boss, Chef) war der Beiname, den Gandhi ihm wegen seiner Führungsqualitäten beilegte. Sein Vorname „Vallabhbhai“ („Vallabha-Bruder“) verweist auf die shivaitische Ausrichtung der Familie, die sich auf den Hindu-Philosophen Vallabha (1479–1531) beruft.

## Leben und Werk

### Herkunft und Ausbildung
Patel entstammte einer Familie kleiner ländlicher Grundbesitzer aus der Patidar-Kaste in der Nähe von Surat, Gujara. Sein Vater soll sich am Aufstand der Rani von Jhansi von 1857 gegen die Briten beteiligt haben. Obwohl es in der Familie keine ausgeprägte Bildungstradition gab, erhielt Vallabhbhai als viertes von sechs Kindern eine höhere Schulbildung und studierte anschließend Jura; freilich erst nach seinem älteren Bruder Vitalbhai Jhaverbhai, dem er den Vortritt ließ und dessen Ausbildung er finanzierte. 1893, im Alter von 17 Jahren, heiratete er ein Mädchen aus dem Nachbarort, Jhaverba (13 Jahre alt). Mit ihr hatte er zwei Kinder und sie starb 1909 an Krebs. Nach ihrem Tod – er war damals 34 Jahre alt – ging er keine neue Beziehung mehr ein.
Als Selfmademan seiner eigenen Karriere praktizierte er in Borsad, Bezirk Kheda, zunächst als Anwalt in Strafsachen. Dabei verdiente er so viel, dass er seine Ausbildung 1910–1913 in England mit eigenen Mitteln fortsetzen konnte und die Zulassung zur Anwaltssozietät (Barrister) des Middle Temple erwarb. Damit durfte er vor allen höheren Gerichten im britischen Reich – also auch in Indien – plädieren.

### Anwalt und Politiker
Nach seiner Rückkehr ließ er sich in Ahmedabad, Gujarat, nieder, wo er bald eine angesehene Stellung errang. Hier begegnete er, der sich damals selbst als „abgehobenen zynischen Sarkasten“ bezeichnete, 1916 dem ein wenig älteren Mahatma Gandhi (1869–1948), der 1915 aus Südafrika zurückgekehrt war. Gandhis Armuts- und Lebensideale schätzte Patel, der sich ganz dem englischen Lebensstil verschrieben hatte, wenig, wohl aber dessen Sinn für politische Aktion, wie er sie 1918 in Champaran („Champaran-Satyagraha“) zum ersten Mal mit Erfolg einsetzte.
Vor allem nach den Erfahrungen des Ersten Weltkriegs wandelte sich Patels Einstellung: Truppen der nominell unabhängigen indischen Fürstenstaaten als auch aus Britisch-Indien hatten während der gesamten Kriegsdauer an vielen Fronten auf Seiten der Alliierten ihr Leben aufs Spiel gesetzt, ohne dass die Kolonialmacht bei Kriegsende Elemente einer Anerkennung, z. B. in Form einer erweiterten Selbstbestimmung, tatsächlich eingeführt hätte. Als Stadtdeputierter für das Gesundheitswesen hatte sich Patel 1917–1918 durch seinen Einsatz während der Pestepidemie und der Hungersnot dieser Jahre bereits Anhänger geschaffen. Als Angehöriger des Parlaments von Gujarat gewann er durch den Kheda-Satyagraha (1918) – ein Steuerboykott im Rahmen des gewaltlosen Widerstands – auch den Respekt der Landbevölkerung, indem er trotz der Repressionen der Briten Steuererleichterungen wegen der Ernteausfälle durchsetzte.
Seine Skepsis gegenüber Gandhis Weg des Swaraj, der „Selbstbestimmung“ Indiens, war tiefer Sympathie gewichen. Er galt seitdem als „blinder Gefolgsmann“ des Mahatma und folgte seinem Mentor fortan durch alle politischen Höhen und Tiefen. Patel trug nun ebenso wie sein Sohn Dahyabhai und seine Tochter Maniben nur noch khadi, die handgesponnene und handgewebte traditionelle Kleidung, meist aus Baumwolle, und nahm an Gandhis Aktionen gegen Alkoholismus, Unberührbarkeit, Kastendiskriminierung und für Frauenrechte teil.

### Passiver Widerstand in Gujarat
1922 gab Patel seine Anwaltspraxis auf, um sich ganz der Politik zu widmen, was in den 1920er Jahren den politischen Kampf gegen die britische Herrschaft bedeutete. Er schloss sich der 1885 von Hindus und Moslems gemeinsam gegründeten und geführten Kongresspartei an, dem „Indian National Congress“ (INC, auch „der Kongress“ genannt). Auf neuerliche Pachterhöhungen in Bardoli, Gujarat, reagierte Patel 1928 mit breit organisierten Steuerboykotten, worauf die Briten mit Massenverhaftungen und Polizeigewalt antworteten. Erst eine eigens eingesetzte Kommission erkannte angesichts der herrschenden Hungersnot auf die Unrechtmäßigkeit der Pachtanhebung. Patel erhielt von Gandhi in Anerkennung seines Organisationstalents, Durchsetzungsvermögens und Fundraising-Talents den Ehrentitel sardār, „Boss“, den er bis zum Lebensende beibehielt.
Patels großes Verdienst war es, durch seinen Einsatz in den Notgebieten Gujarats erstmals Vertrauen und Zusammenhalt zwischen den verschiedenen Kasten und „communities“ hergestellt zu haben.
Nach dem Salzmarsch von 1930, der den Boykott des Salzmonopols der Regierung zum Ziel hatte und dem Scheitern der Round Table Konferenz von 1931 bezog Patel nach Gandhis Verhaftung mit diesem eine gemeinsame Zelle im Yerwada-Gefängnis bei Pune (1932–1933/1934). Das gemeinsame Hafterlebnis begründete eine mehr als 15-jährige enge persönliche und politische Freundschaft. Patel war fortan Gandhis Vertrauens- und Verbindungsmann in die Kongresspartei, der Gandhi zeitweise nicht angehörte. Von der Wohnung seines Sohnes in Bombay aus – Sandhurst Road, später Prabhadevi – organisierte er fortan immer wieder, bis zu seinem Lebensende, die Finanzierung und Kandidatenaufstellung der Partei. Dabei geriet er oft mit dem Präsidenten des INC und späteren Erziehungsminister, dem Muslim Maulana Azad, aneinander.

### Parteichef des INC
Als der INC seit 1934 den Boykott der Wahlen aufhob und sich im Rahmen des Government of India Act 1935 zu einer Zusammenarbeit mit der Regierung auf Provinzebene entschloss, war es Patel, der den Vorsitz in dem Parteigremium übernahm, das die Arbeit der Kongressminister in den Provinzen auf der nationalen Ebene koordinierte. Unter seiner Führung gewann der INC bei den Provinzialwahlen von 1937 sieben von elf Provinzen.
Auf dem Parteikongress von 1936 wandte sich Patel gegen Nehru wegen dessen Neigungen zum Sozialismus, der seiner Meinung nach vom Ziel der Unabhängigkeit ablenkte, und 1938 gegen den einflussreichen Bürgermeister von Kolkata, Bengalen, und seinerzeitigen Kongresspräsidenten Subhash Chandra Bose wegen dessen Verstoß gegen die Gewaltfreiheit.
Patel, der bisher kaum über das heimatliche Gujarat hinausgekommen war, erhielt nun auch einen Einblick in die persönlichen und politischen Verhältnisse von Gesamt-Britisch-Indien. Darüber hinaus musste er sich mit den sog. „Fürstenstaaten“ befassen. In den annähernd 600 indischen Fürstenstaaten, die 40 % der Landfläche und etwa 30 % der Bevölkerung ausmachten, hielt sich die Kongresspartei nach Gandhis Anweisung mit seiner Arbeit und Agitation zwar zurück, dennoch wurde Patel auch hier bald mit den handelnden Personen und den Verhältnissen vertraut, ein Umstand, der ihm bei der überraschenden Übergabe des Landes und dem Einigungsprozess nach Kriegsende sehr zustattenkam. Die bedeutenderen unter ihnen – Hyderabad, Mysore und Baroda – hatten den Umfang europäischer Mittelstaaten, ihre Herrscher galten (mit Einschränkungen) als treue Gefolgsleute der Briten.

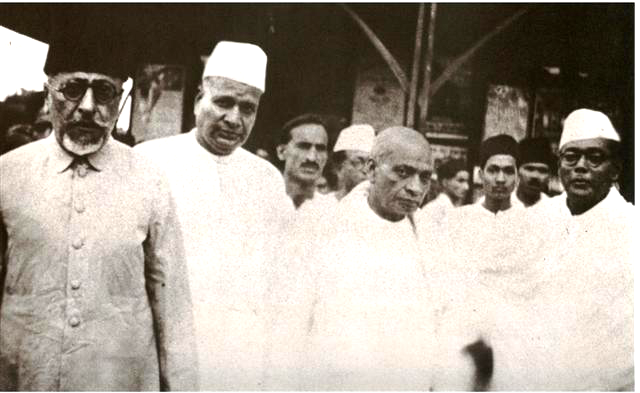
Die INC-Mitglieder Maulana Azad, Kripalani, Patel und Bose auf dem Bahnhof von Wardha, um 1939

### Quit-India-Bewegung, Inhaftierung
Auf den Ausbruch des Zweiten Weltkriegs im Jahr 1939 reagierte der Kongress mit Aktionen des zivilen Ungehorsams und der „Quit India“-Bewegung, der „ernsthaftesten Rebellion seit 1857“, so der Vizekönig Marquess Linlithgow. Die Kongresspolitiker verweigerten die Zusammenarbeit mit den Briten und zogen sich aus allen Provinzparlamenten zurück. Die britische Regierung, die nun von dem unnachgiebigen konservativen Premierminister Winston Churchill geleitet wurde, reagierte mit Verhaftungen und der Verhängung des Ausnahmezustands. Patel, der sich für die Revolte stark einsetzte, wurde, wie alle führenden Kongresspolitiker, inhaftiert (1940–1941, erneut 1942–1945 in Ahmednagar, Maharashtra).

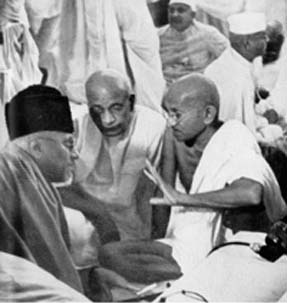
Gandhi, Patel und Maulana Azad, Sept. 1940

Angesichts der Lähmung der wichtigsten politischen Partei Indiens, des INC, war nun die Stunde der bis dahin nahezu unbedeutenden Muslimliga gekommen, die – 1906 gegründet – unter ihrem Führer Ali Jinnah sofort das Vakuum ausfüllte und in den Provinzen Britisch-Indiens die für Inder zugänglichen Schaltstellen von Verwaltung und Politik besetzte. Während die Kongresspartei jedoch von Anfang an als Partei aller Inder gleich welcher Religionszugehörigkeit gegründet worden war und sich in ihren Reihen – auch an prominenter Stelle – Sikhs, Muslime, Christen und Jainas befanden, verstand sich die Muslimliga als Klientelbewegung der Muslime, die die Ängste der muslimischen Diaspora vertrat, die über ganz Indien verstreut war. Deren Furcht vor Überfremdung und Marginalisierung bot den Briten mehrfach die politische Handhabe, den Widerstand des Kongresses zu konterkarieren.
Der Bedeutungsverlust der Kongresspartei durch die Verhaftung seiner Anführer und der Imagegewinn der Muslimliga erwies sich bei Kriegsende als fatal. Die Abspaltung von zwei Landesteilen – das von der Muslimliga propagierte Pakistan sowie Ostpakistan, das spätere Bangladesch – als Heimstätten aller Muslime stand bereits außer Frage, es ging nur noch um die Organisation des „indischen Indien“.

### Mitglied der Interimsregierung
So wurde Patel im September 1946 Mitglied der Interimsregierung unter Führung Nehrus, die unter Aufsicht des Generalgouverneurs Mountbatten die Unabhängigkeit der jeweiligen Nachfolgestaaten, Pakistan und Indien, vorbereiten sollte. Er war einer der ersten, der sich auf indischer Seite mit der Abspaltung Pakistans abfand.

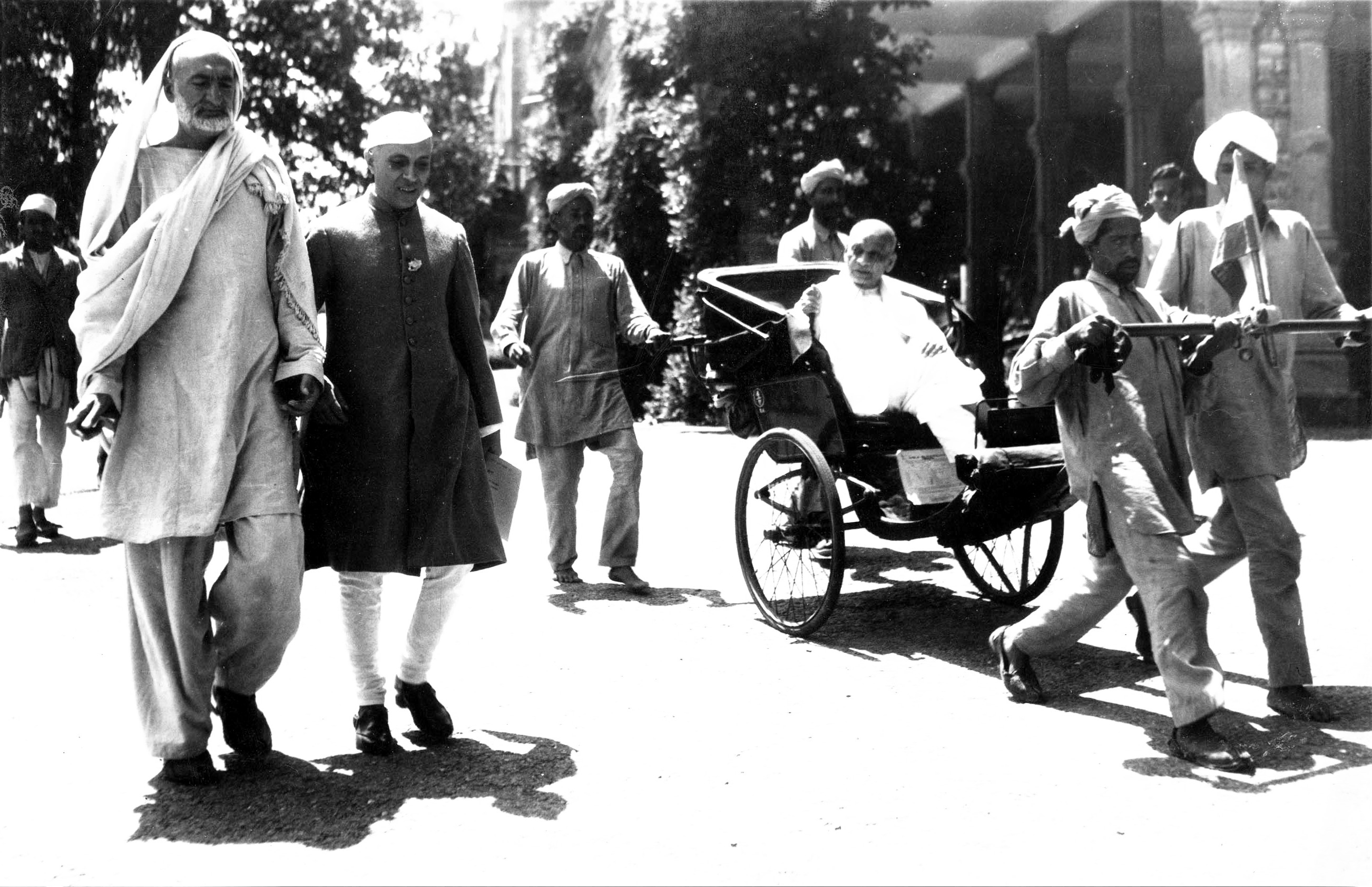
Abdul Ghafar Khan, Nehru und „Sardar“ Patel (in der Rikscha) 1946

### Organisator der indischen Einheit
Als Hauptverantwortlicher für die Verhandlungen, die schließlich noch vor der Unabhängigkeitserklärung vom 15. August 1947 den Zusammenschluss von 562 indischen Staaten in 26 administrativen Einheiten herbeiführten und 80 Mio. Menschen betrafen – etwas mehr als ein Viertel der indischen Bevölkerung –, bewältigte Patel diese herkulische Aufgabe mit Bravour und innerhalb von nur drei Wochen. Ihm zur Seite stand sein Mitarbeiter, ein Angehöriger des für seine Effektivität berühmten Indian Civil Service (I.C.S.), der Keralese V. P. Menon. Menon brachte aus den mehr als zehnjährigen, erfolglosen Verhandlungen der Briten in den 1930er Jahren um eine Verfassungsreform eine intime Kenntnis der indischen Fürstenstaaten sowie der Verfassungsproblematik mit und schlug Patel als Konsequenz daraus ein einfach zu handhabendes Beitrittsformular vor; der Vorschlag erwies sich in Verbindung mit Patels und Menons persönlichem Einsatz als Schlüssel zum Erfolg. Die gefürchtete „Balkanisierung“ Indiens war abgewendet, wenn auch um den Preis einer „Vivisektion“ (Gandhi) in die Bestandteile Pakistan und Indien.

### Landesteilung 1947, Mord an Gandhi
Als es anlässlich der Staatsteilung zu Gewaltausbrüchen auf beiden Seiten kam, gelang es Patel als Innenminister trotz seiner Aufforderung an die Kolonialmacht, härtere Maßnahmen bis hin zur Verhängung des Kriegsrechts zu ergreifen, ebenso wenig wie den Briten selbst, die Exzesse der Teilung zu verhindern. Die gewalttätigen Unruhen in Delhi konnte er nicht verhindern und auch nicht die anschließende Ermordung Gandhis durch Hindu-Nationalisten am 30. Januar 1948, was ihm vielfach vorgeworfen wurde. Gandhi selbst hatte allerdings kurz zuvor einen verstärkten Personenschutz strikt abgelehnt.
Die Interims-Regierung verbot daraufhin verschiedene Organisationen. Patel informierte Premierminister Jawaharlal Nehru über die damaligen Ermittlungsergebnisse so wieder, wonach der mitbeschuldigte Rashtriya Swayamsevak Sangh (RSS) als Organisation in den Mord nicht verwickelt war, sehr wohl jedoch eine radikale Gruppe der Hindu Masabha. Der RSS hätte jedoch den durch Nathuram Godse ausgeführten Mord an Gandhi offen bejubelt, auf der Straße Süßigkeiten verteilt und generell soviel Hass unter den Konfessionen geschürt und Angriffe auf Moslems initiiert, dass ein zeitweiliges Verbot und die Inhaftierung einiger Mitglieder unvermeidbar gewesen sei. Patel blieb auch gegenüber der RSS-Führung bei dieser Einschätzung, nachdem – mit seiner Unterstützung – das Verbot wieder aufgehoben worden war. Patel hielt in einem Schreiben an den damaligen RSS-Führer Golwalkar fest, dass es eine Sache sei, Hindu-Interessen zu vertreten, aber eine vollkommen andere kommunalistische Auseinandersetzungen zu schüren und „unschuldige und hilflose Männer, Frauen und Kinder“ anzugreifen. Der RSS hätte zahlreiche Gewalttaten zu verantworten, auf terroristische Methoden zurückgegriffen und im Geheimen Waffen und Munition gesammelt. Diese Aktivitäten hätten zahlreiche Opfer gefordert und zur Ermordung Gandhis geführt.
In den folgenden Jahren 1947 bis 1950 gelang es Patel durch geschickte Verhandlungen, teilweise jedoch auch verbunden mit erheblichem Druck, die zahlreichen heterogenen Fürstenstaaten Indiens weitgehend gewaltfrei in die indische Union zu integrieren. Dies wird als Patels bedeutendste politische Leistung angesehen. Nur in Junagadh und Hyderabad (1948) kam es zu Polizeiaktionen, und der friedliche Anschluss von Kaschmir misslang und führte zum Konflikt mit Pakistan. Der administrativen Einteilung Indiens nach sprachlichen Kriterien, wie sie später realisiert wurde, stand Patel, wie auch Nehru kritisch gegenüber; als Protagonist einer starken Zentralregierung förderte er Hindi als Nationalsprache.

### Innenminister, Verfassung
Auf Drängen Gandhis hatte Patel schon nach den Kongresswahlen 1946 auf den Posten eines künftigen Premierministers verzichtet, obwohl 13 von 16 Staaten sich für ihn als Führer eines künftigen, freien Indien ausgesprochen hatten, und machte den Weg frei für den jugendlich wirkenden, sehr populären Jawaharlal Nehru, unter dem er als Parteivorsitzender und Innenminister arbeitete. Er befasste sich mit der Integration der Flüchtlinge aus dem muslimisch gewordenen Ost- und Westpakistan (heute: Pakistan und Bangladesch) und baute den öffentlichen Dienst nach dem Weggang der britischen Kolonialherren neu auf.
Patel fügte der Verfassung Indiens, die am 26. November 1949 verabschiedet wurde in mehreren, für ihn charakteristischen Punkten Änderungen hinzu:
- Art. 356 erlaubte der Zentralregierung im Notfall Zugriffsrechte auf die Einzelstaaten;
- die enteigneten Grundbesitzer erhielten Anspruch auf eine angemessene Entschädigung;
- die depossedierten Fürsten erhielten eine Apanage zum Ausgleich für ihre verlorenen Herrschaftsgebiete;
- der ehemalige britische Indian Civil Service, nun als Indian Administrative Service umgegründet, blieb in die Verwaltung integriert;[11]
- das (verhängnisvolle) Prinzip der getrennten Wahllisten für Hindus, Muslime und Sikhs, das in Britisch-Indien seit seiner Einführung zum Sprengsatz der nationalen Einheit geworden war, wurde aufgehoben.

Auch die Ernennung des kastenlosen Politikers Bhimrao Ramji Ambedkar, des politischen und geistigen Führers der Dalit, zum Vorsitzenden des Verfassungskomitees, ging maßgeblich auf Patel zurück.
Gegen die Kommunisten in Indien bezog Patel mehrfach Stellung. Religiösen Gruppierungen gegenüber trat er als überzeugter Vertreter des säkularen Staats auf, den Muslimen gegenüber zeigte er als konservativer Hindu jedoch bisweilen eine paternalistische Haltung.

Neben seinen umfangreichen Verwaltungsaufgaben kontrollierte Patel ebenso effektiv den Parteiapparat des INC. Seine Erfahrungen im Umgang mit der Organisation, dem politischen Alltag und dem Wahlkampf der Partei waren für die politisch Führenden der Zeit – Gandhi ebenso wie nach ihm Nehru – von großem Wert. Anders als seinen ungleich populäreren Kollegen mangelte es ihm jedoch an Volkstümlichkeit. In den Reihen von Verwaltung und Partei dagegen besaß er hohes Ansehen. Es gelang Nehru erst nach Patels Tod, der Partei sein eigenes Gepräge aufzudrücken. 

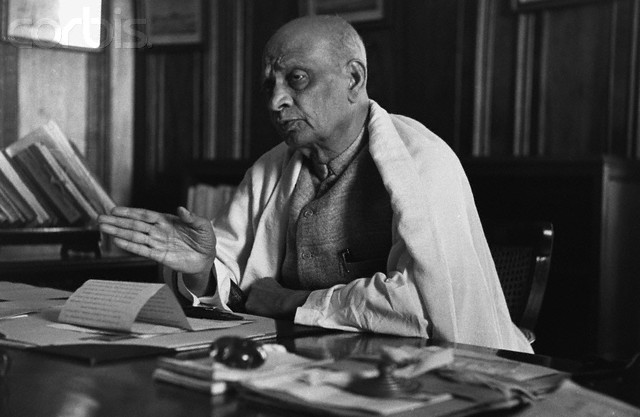
Patel um 1940

### Nehru und Patel
Sardar vertrat nicht die Außenpolitik Nehrus – des Dritten Weges – und dessen staatlich gelenkte Wirtschaftspolitik in Nachahmung der Sowjetunion. Auch dem Nachbarland China gegenüber blieb er skeptisch: er verurteilte dessen Einmarsch in Tibet ebenso wie den im gleichen Jahr 1950 erfolgten Angriff Nordkoreas auf Südkorea und befürwortete einen näheren Anschluss an die Vereinigten Staaten und den Commonwealth. Dennoch blieb er aus Pflichtgefühl dem „Pandit“ gegenüber stets loyal. Aufgrund seiner marktwirtschaftlichen Einstellung hatte Patel stets die Unterstützung der Unternehmerschaft, als überzeugter Hindu gehörte er innerhalb der Partei zum konservativen Lager. Zwar drohte Patel (ebenso wie Nehru) mehrfach mit Rücktritt, aber anders als sein Parteifreund und Kollege, der letzte Generalgouverneur Indiens, C. Rajagopalachari, gründete der zurückhaltende Sardar nicht wie dieser eine eigene Partei außerhalb des Kongresses (Swatantra-Partei), um seine abweichenden Vorstellungen durchzusetzen. Solange Gandhi noch lebte, blieben im Triumvirat („Drei-Männer-Herrschaft“) Gandhi/Nehru/Patel, später Rajagopalachari/Nehru/Patel die Machtgewichte ausgewogen, nach Gandhis Tod verschoben sie sich zunehmend zugunsten des 14 Jahre jüngeren Nehru, vor allem nach Patels erstem Herzinfarkt im März 1948.

### Krankheit und Tod
Nach einem zweiten Herzanfall im November starb Patel am 15. Dezember 1950. Er hinterließ einen Sohn, Dahyabhai („Dahya“) (1906–1967), und eine Tochter, Maniben („Mani“) (1904–1988). Maniben blieb unverheiratet, wurde persönliche Assistentin ihres verwitweten Vaters und versorgte ihn im Alter. Während sein Familiensinn (bis hin zur Vernachlässigung) schwach ausgeprägt war, verbanden ihn lebenslang enge Kontakte mit seinen Parteikameraden und den Freunden aus der business community von Ahmedabad und Bombay, u. a. den Familien Birla und Sarabhai. Persönlich anspruchslos, hinterließ er seinen Erben kein nennenswertes Vermögen.

## Statue

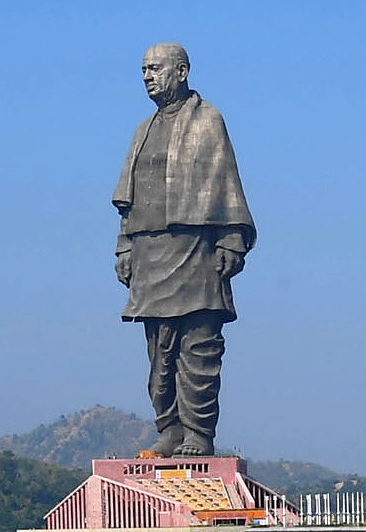
Statue der Einheit, Ende Oktober 2018

Zu Ehren von Patel widmete Indien ihm eine Statue, die am 31. Oktober 2018 in Rajpipla durch Narendra Modi eingeweiht wurde. Die sogenannte Statue der Einheit ist mit 182 Metern Höhe die größte Statue der Welt.

## Zitate
- „Während das Verhandlungskomitee der Fürsten mit dem Vertrag beschäftigt war, gelang es der Hindustan Times, eine Kopie zu bekommen und zu veröffentlichen. Als ich Sardar [Patel] am Morgen sah, meinte er: ‚Menon, jetzt, wo schon die Hindustan Times ein Exemplar hat, könnte ich doch auch einmal eine Kopie sehen?‘ Da ich ihm zweimal täglich über die Vorgänge des Tages Bericht erstattete, war ich ziemlich verwirrt. Er lächelte und meinte, es sei nur ein Spaß gewesen. Der Sardar [Patel] hatte sich nämlich den Sinn für Humor bewahrt, was bei einem Mann seiner Position und Verantwortung hoch anzuschlagen ist.“ Menon, Integration S. 111
- „Tief in seinem Herzen ein höflicher, freundlicher Mann“; Lord Mountbatten
- „Sein ausgeprägter Sinn für süffisanten Humor war zeitlebens sein Kennzeichen“; Paul R. Brass
- “The iron man of India”

## Werke
- Pran Nath Chopra (Hrsg.): The Collected Works of Sardar Vallabhbhai Patel. 15 Bände. Konark, Delhi 1990–1999.
- Durga Das (Hrsg.): Sardar Patel’s Correspondence 1945–50. 10 Bände. Navajivan, Ahmedabad 1971–1974.